# La doncella de Orleans (obra de teatro)
La doncella de Orleans, también traducido al español como Juana de Arco o La virgen de Orleans (Die Jungfrau von Orleans en su versión original), es una obra de teatro en cinco actos del dramaturgo alemán Friedrich Schiller, estrenada en Leipzig en 1801. El drama inspiró las óperas Juana de Arco de Giuseppe Verdi y La doncella de Orleans de Piotr Ilich Chaikovski.

## Argumento
Se trata de una versión muy libre y no demasiado fiel a la historia de la vida de Juana de Arco, trazando un personaje idealizado hasta lo sublime. la imagen que se traslada contrasta con la que años antes había realizado Voltaire, cercana a la burla. En el tramo final de la obra, Juana en el fragor de una batalla está a punto de matar a un caballero inglés, pero cuando le quita el casco, se enamora de él y le salva la vida. Juana es capturada por los ingleses. Desde su celda es testigo de una batalla en la que los franceses están siendo derrotados; entonces rompe sus ataduras y consigue escapar para unirse a la lucha. Consigue enderezar el combate y logra la victoria para sus paisanos, pero a costa de su propia vida, ya que cae herida de muerte.
La línea «Mit der Dummheit kämpfen Götter selbst vergebens» se traduce al español como "Contra la estupidez, los propios dioses luchan en vano". De esta línea sacó Isaac Asimov el título, así como los nombres de sus tres partes, de su novela Los propios dioses.

## La obra en España
La primera adaptación al español data de 1847 y se debe a Manuel Tamayo y Baus, que la tituló como Juana de Arco.